# Raymond Weiland
Raymond Weiland (Luxemburg-Stad, 1944) is een Luxemburgs kunstschilder en tekenaar.

## Leven en werk
Weiland werd opgeleid aan de Koninklijke Academie voor Schone Kunsten van Brussel (1965-1967) en de Staatliche Kunstakademie Düsseldorf (1967-1969). Hij werd kunstdocent aan de Lycée des Arts et Métiers in Luxemburg. Germaine Hoffmann is een van zijn leerlingen.
Weiland is een abstract schilder, hij maakt in zijn werk gebruik van geometrische composities in bedekte kleuren. Hij maakt ook houtskooltekeningen, die hij -anders dan zijn schilderijen- in een vluchtige beweging neerzet. Weiland is lid van de Cercle Artistique de Luxembourg,  waar hij sinds 1971 deelneemt aan de salons. Naast Luxemburg exposeert hij in België, Duitsland en Frankrijk.

## Onderscheidingen
- 1969 Eerste prijs voor schilderkunst en de Kritiekprijs, IVe biennale des jeunes, Esch-sur-Alzette
- 1983 Juryvermelding IVe quinquennale d'art moderne, Esch-sur-Alzette
- 2000 2e Prix d'art sacré, Imprimerie Saint-Paul, Luxemburg

## Werk in openbare collecties (selectie)
- Musée national d'archéologie, d'histoire et d'art, Luxemburg-Stad
- Nationale Bibliotheek van Luxemburg
- Théatre Municipal, Esch-sur-Alzette
- Fonds National d'Art Contemporain, Parijs
- Mittelheim museum, Koblenz

- Gemeinsame Normdatei: 119368552
- International Standard Name Identifier: 0000 0003 8251 3485
- Musée national d'archéologie, d'histoire et d'art: lkl000718
- Virtual International Authority File: 265626062
- WorldCat: E39PBJqfP4wcpKQ7qm4yvMQ6rq